# Luis de Carvajal
Pour les articles homonymes, voir Luis de Carvajal (peintre) et de Carvajal.
Luis de Carvajal, né vers 1500 à Baeza et mort en septembre 1552 à Úbeda, est un théologien franciscain espagnol, apologète de la pensée scolastique contre Érasme.

## Biographie
Eduqué à Salamanque, Alcalá et Paris (jusq'en 1528), il est élu gardien du couvent à Jerez de la Frontera et Séville. Il est visiteur de la province d'Estrémadure (1541) puis de Flandre (1548). Vers 1545, il est prédicateur à la cour de Charles Quint dans les Pays-Bas espagnols, puis théologien impérial au Concile de Trente (1546-1547). En 1551, il est élu provincial d'Andalousie. Opposant d'Érasme, réformateur des études théologiques, il composa plusieurs traités polémiques influents: Apologia monasticæ religionis diluens nugas Erasmi (Salamanque, 1528), Dulcoratio amarulentiarum erasmicæ responsionis ad Apologiam Fratris L.C. (Paris, 1530), De restituta theologia liber unus (Cologne, 1545; rééd. sous le titre Theologicarum Sententiarum liber unus, Anvers 1548)